# Magyarországi alkímia
Szathmáry László, aki feldolgozta a magyar alkimisták történetét, másodlagosnak, importált tudománynak érezte a titkos tudományok hazai jelentkezését: „A magyar alkimisták újat nem alkottak, hírnévre sem tettek szert. Leginkább ismertek azok, akik külföldön éltek. Aranyat ők sem állítottak elő. Más emlék is kevés maradt utánuk. Nem voltak közlékenyek. Könyvet, írást keveset hagytak hátra, ami nyilván összefügg a zárkózott magyar jellemmel.” Ha a népkarakterológiára való utalást ma már elavultnak érezzük is, Szathmárynak igaza van abban, hogy ami Magyarországon történt az alkímiával kapcsolatban, hasonló a környező országokéhoz.
A magyarországi középkori alkímiáról nincsenek számottevő adataink. Mint ahogy Európában is mindenütt a szerzeteskolostorok voltak a tudomány műhelyei, nálunk is folyhatott kísérletező alkimista munka a rendházakban, erről azonban csak az egyházi felsőbb hatóságok tiltó rendelkezéseiből értesülünk.

## Történeti áttekintés
Egy 1273-as pápai rendelet megtiltja a budai domonkos szerzeteseknek az alkimista kísérleteket. 1317-ből hasonló esetről tudunk, 1476-ban pedig a perjelt, Erdélyi Jánost fel is mentik tisztsége alól alkimista kísérletei miatt. A vád tiltott aranycsinálás volt, amelynek eredményeként a kolostor kasszája kiürült. Ennél rosszabbul járt egy szebeni pap, Melchior Miklós, aki viszont az európai hírnévre jutott kevés magyar alkimista között tartható számon. II. Ulászló, majd II. Lajos királyaink alkimistája volt, a mohácsi csatavesztés után Prágába ment, ahol hamis pénz verése miatt I. Ferdinánd lefejeztette. Melchior a köztudatban nagy bölcsességű tudósként élt, s számos okkult-alkimista munka utal személyére a 17. századból.
A Mátyás király udvarában jelentkező humanizmussal megjelent az a filozófia is, amely a mágus-operátor elv alapján nagyban hozzájárult az ember alkotóerejének felszabadításához. A visegrádi udvarban neves asztrológusok dolgoznak, s első jelentős költőnk, Janus Pannonius verseiben is megörökíti a létezés nagy láncolatának okkult kapcsolatrendszerét.
A 16. század végére megszaporodtak adataink, s ezek a 17-18. századra Magyarországon is mindennapivá vált, lassan a szaktudományokhoz, az orvostudományhoz és a születő kémiához közelítő, virágzó alkímia képét mutatják. A 17. század a magyarországi protestáns főiskolák virágzásának évszázada. 1629-ben Bethlen Gábor által létrehozott gyulafehérvári főiskolán számos jelentős professzor tanított. Köztük volt Johan Alsted, aki híres Encyclopaediá-ban több tucat oldalt szentelt a kémiának és a paracelziánus orvostudománynak is.
Az 1570-1580-as években tevékenykedett aktív alkimistaként gróf Batthyány Boldizsár, Zrínyi Miklós veje, híres hadvezér, mecénás. Németújvári kastélyában a korabeli Magyarország egyik legnagyobb könyvtárát gyűjtötte össze - elsősorban okkult filozófiai és alkímiai könyveket -, s maga is folytatott ilyen tevékenységet.
A 18. század a titkos társaságok, a szabadkőművesség virágzásának időszaka volt. Magyarországon is megalakultak a rózsakeresztes és szabadkőműves páholyok, s nem egy 18. századi értelmiségink csatlakozott hozzá. Ezek nem igazán az aranycsinálás praktikus, gyakorlati szempontú vizsgálatát, hanem a filozófiai-társadalomelméleti elgondolásaikat csomagolták a titkos társaságok misztikájába. Ebből az időből származik az egyetlen magyar alkimista irat is, Báróczi Sándor testőríró 70 oldalas előszava, melyet a maga által fordított francia alkimista regény elé írt.

## A magyar rózsakeresztesek
Az egyetlen ismert magyar rózsakeresztes munkát Gertinger János Sámuel írta.

## Alkimisták a magyar királyi udvarban
Szathmáry László: Magyar alkimisták: 72., 75-77., 79-80., 96-98., 106-111., 184., 208., 213-229., 297-301. oldalát

## A magyar szerzetesek és főpapok mint alkimisták
Szathmáry László: Magyar alkimisták: 72., 75-77., 79-80., 96-98., 106-111., 184., 208., 213-229., 297-301. oldalát

## Magyar alkimisták
Többek között Esterházy János, Batthyány Boldizsár, Bercsényi Miklós, Bél Mátyás, Wallaskay János, Puky Ferenc, Csúzi-Cseh János, Bárótzi Sándor, Pálóczi Horváth Ádám, Lippay György esztergomi érsek, Erdélyi János, Oláh Miklós, Csáky Miklós és Forgách Ádám bizonyíthatóan foglalkozott alkímiával.